# جراوة
جراوة مدينة من المدن المندرسة بالمغرب، وقد بناها السليمانيون أبناء عم الأدارسة، وتم ذكر هذه المدينة في العديد من المصادر العربية أمثال ابن عذاري المراكشي في كتابه بيان المغرب والذي قدم فيه وصفا لهذه المدينة ومختلف المرافق التي تحتوي عليها.

## كتاب بيان المغرب
وصف ابن عذاري المراكشي في كتابه بيان المغرب المدينة:
«كانت مدينة جراوة عليها سور مبنى بالطوب. وبخارجها عيون مالحة وداخلها آبار كثير طيبة عذبة، وحولها أرباض من جميع جهاتها، وفيها قصبة مانعة وفيها خمس حمامات، وجامع، له خمس بلاطات أسسها أبو العيش عيسى بن إدريس سنة 257، ووليها بعد ابنه الحسن بن أبي العيش في سنة 291، وخرج منها إلى حصن المنصور في سنة 319، ثم عاد إليها في سنة 323، ثم انتقل إلى تلمسان في سنة 325. وكان لها أربعة أبواب وحولها فحوص للزرع والضرع وحولها قرى مدغرة على البحر. وعلى الجبل بنو يزناسن، ومن جهة الشرق بنو يفرن من زناتة ومن جهة الغرب قبائل زواغة وغيرهم.»